# Gerhard Wilcke (Manager)
Gerhard Wilcke (* 3. Oktober 1907 in Berlin; † 17. Oktober 1986) war ein deutscher Rechtsanwalt und Manager.
Der gebürtige Berliner Wilcke legte 1933 seine juristische Staatsprüfung ab. Danach trat er in die Strafrechtsabteilung des preußischen Justizministeriums ein. Ab 1934 arbeitete er als Rechtsanwalt und war von 1940 bis 1943 Generalbevollmächtigter und Direktor der Schering AG. Anschließend wurde er Mitarbeiter der Leitung des Philips-Konzerns. Nach Kriegsende war er einige Jahre Leiter der Zentralabteilung im Niedersächsischen Kultusministerium. Ab 1951 arbeitete er als Rechtsanwalt und Notar in Frankfurt. Anfang der 1960er Jahre vertrat er als Justitiar und Bevollmächtigter die Interessen der Quandt-Gruppe bei BMW und führte dort den Vorsitz des Sanierungsausschusses. Von Dezember 1960 bis Februar 1965 war er stellvertretender Vorsitzender des Aufsichtsrates.
Am 1. April 1965 folgte er Karl-Heinz Sonne nach und wurde Vorstandsvorsitzender der BMW AG. Unter seiner Leitung konzentrierte sich das Unternehmen auf die Produktion von Automobilen und Motorrädern, der Wiederaufstieg kam mit dem 1966 vorgestellten Modell „Null-Zwei“ endgültig in Fahrt. Wilcke und sein Vorstandskollege Paul G. Hahnemann organisierten mit Unterstützung des Freistaats Bayern 1967 die Übernahme des niederbayerischen Automobilherstellers Hans Glas GmbH mit den beiden Standorten Dingolfing und Landshut.
1969 wurde Wilcke beim Baden im Mittelmeer von einer Woge gegen einen Felsen geschleudert, zog sich dabei ein Rückenleiden zu und trat daher zum 31. Dezember 1969 aus gesundheitlichen Gründen von seinem Vorstandsposten zurück. Auf Wilcke folgte zum 1. Januar 1970 Eberhard von Kuenheim. Von Juli 1972 bis Ende August 1974 kehrte Wilcke in den Aufsichtsrat der BMW AG zurück.
Wilcke war Wahlkonsul von Chile. Am 9. Juni 1969 wurde er mit dem Bayerischen Verdienstorden ausgezeichnet.